# Grand Prix automobile de France 1928
Le Grand Prix automobile de France 1928 est un Grand Prix qui s'est tenu sur le circuit automobile du Comminges le 1er juillet 1928. Il s'est déroulé sur voitures de sport.
Contrairement aux éditions précédentes, la course n'a pas été organisée par l'ACF mais par la Commission sportive internationale, et portait le nom de « Coupe de la Commission sportive ».

## Classement de la course
| Pos. | no | Pilote                  | Écurie                     | Châssis               | Tours | Temps/Abandon     |
| ---- | -- | ----------------------- | -------------------------- | --------------------- | ----- | ----------------- |
| 1    | 48 | William Grover-Williams | Automobiles Ettore Bugatti | Bugatti Type 35C      | 10    | 2 h 27 min 40 s 8 |
| 2    | 26 | André Rousseau          | Privé                      | Salmson               | 10    | + 2 min 23 s 8    |
| 3    | 14 | Édouard Brisson         | Privé                      | Stutz DV16 Black Hawk | 10    | + 3 min 31 s 6    |
| 4    | 82 | Lucien Desvaux          | Privé                      | Lombard AL3           | 10    | + 3 min 47 s 6    |
| 5    | 76 | Georges Casse           | Privé                      | Salmson               | 10    | + 10 min 55 s 2   |
| 6    | 6  | Henri Stoffel           | Privé                      | Chrysler 72           | 10    | + 12 min 33 s 2   |
| 7    | 2  | Cyril de Vère           | Privé                      | Chrysler 72           | 10    | + 14 min 17 s 2   |
| 8    | 90 | Guy Bouriat             | Privé                      | Lombard AL3           | 10    | + 15 min 11 s     |
| Abd. | 32 | Camille Jennky          | Privée                     | Bugatti Type 35       | ?     | ?                 |
| Abd. | 42 | Drouet                  | Privé                      | Bugatti Type 35       | ?     | ?                 |
| Abd. | 46 | Lormand                 | Privé                      | Erskine 6             | ?     | ?                 |
| Abd. | 80 | Louis Rigal             | Privé                      | Ariès 8-10 CV         | ?     | ?                 |
| Abd. | 54 | Sabipa                  | Privé                      | Bugatti Type 37       | ?     | ?                 |

- Légende: Abd.=Abandon - Np.=Non partant.

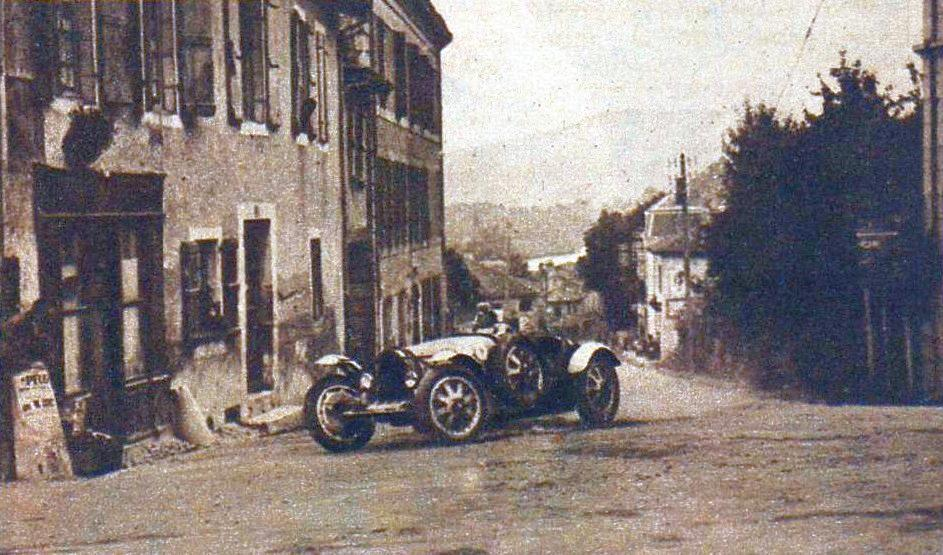
William Grover-Williams, ici à Montréjeau.
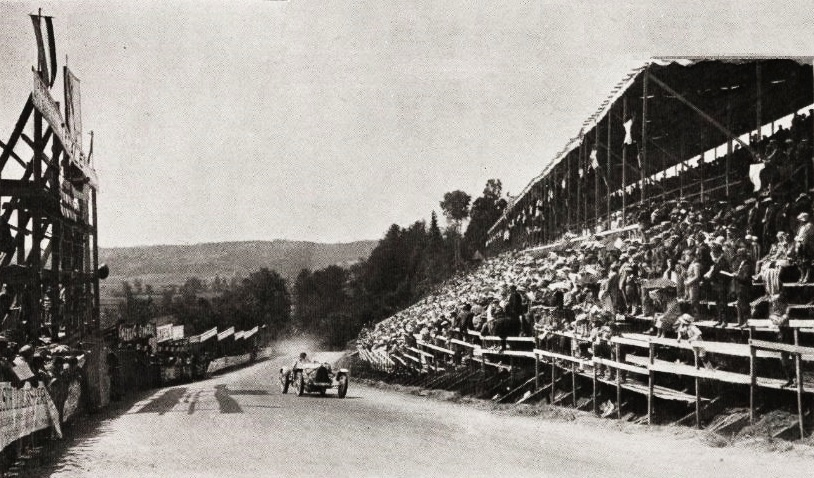
Le vainqueur, William Grover-Williams, devant les tribunes principales.
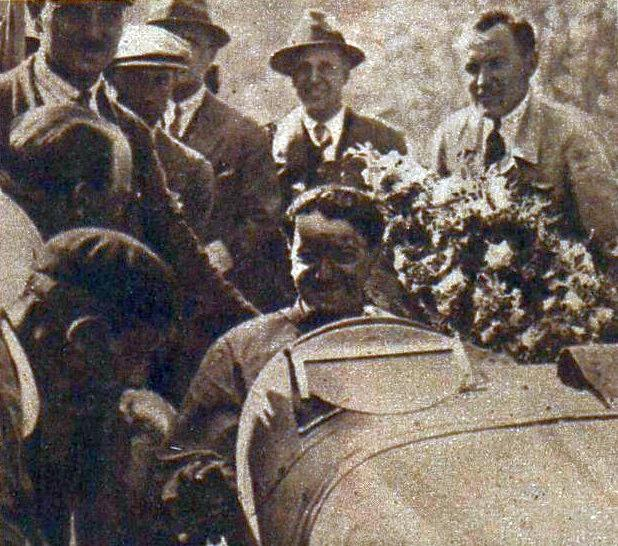
William Grover-Williams vainqueur du Grand Prix de l'A.C.F. Sport 1928, sur Bugatti T35C.
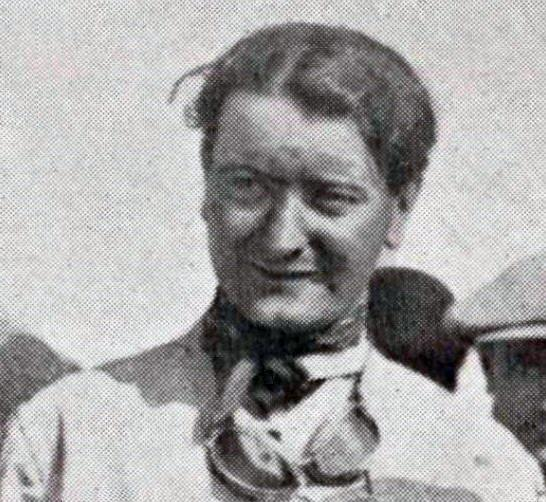
Le vainqueur, W. Williams.

## Pole position et record du tour
- Pole position : ?
- Meilleur tour en course :  William Grover-Williams (Bugatti) en 11 min 23 s.